# Under the Bridge (miniserie)
Under the Bridge es una miniserie de televisión estadounidense de drama y crimen verdadero desarrollada por Quinn Shephard y basada en el libro homónimo de Rebecca Godfrey. La serie se estrenó en Hulu el 17 de abril de 2024.

## Sinopsis
La miniserie se basa en la historia real de 1997 de Reena Virk, de catorce años, que fue a reunirse con sus amigos en una fiesta y nunca regresó a casa. A través de los ojos de Godfrey y de una agente de policía local, la serie nos adentra en el mundo oculto de las jóvenes acusadas del asesinato, revelando sorprendentes verdades sobre el improbable asesino.

## Elenco y personajes

### Principales
- Lily Gladstone como Cam Bentland
- Vritika Gupta como Reena Virk
- Chloe Guidry como Josephine Bell
- Javon "Wanna" Walton como Warren Glowatski[2]
- Izzy G como Kelly Ellard
- Aiyana Goodfellow como Dusty Pace[2]
- Ezra Faroque Khan como Manjit Virk
- Archie Panjabi como Suman Virk
- Riley Keough como Rebecca Godfrey

### Recurrente
- Anoop Desai como Raj Masihajjar
- Matt Craven como Roy Bentland
- Jared Ager-Foster como Connor Fields
- Maya Da Costa	como Maya Longette
- Arta Negahban como Laila Zahrani
- Isabella Leon	como Samara Bailey

## Episodios
| N.º | Título                            | Dirigido por        | Escrito por                  | Fecha de lanzamiento original |
| --- | --------------------------------- | ------------------- | ---------------------------- | ----------------------------- |
| 1   | «Looking Glass»                   | Geeta Vasant Patel  | Quinn Shephard               | 17 de abril de 2024           |
| 2   | «The John Gotti of Seven Oaks»    | Kevin Phillips      | Ashley Cardiff               | 17 de abril de 2024           |
| 3   | «Blood Oath»                      | Catherine Hardwicke | Jihan Crowther               | 24 de abril de 2024           |
| 4   | «Beautiful British Columbia»      | Nimisha Mukerji     | Stuti Malhotra               | 1 de mayo de 2024             |
| 5   | «When the Heat Comes Down»        | Quinn Shephard      | Tom Hanada                   | 8 de mayo de 2024             |
| 6   | «In Water, They Sink as the Same» | Quinn Shephard      | Quinn Shephard & Samir Mehta | 15 de mayo de 2024            |
| 7   | «Three and Seven»                 | Dinh Thai           | Todd Crittenden              | 22 de mayo de 2024            |
| 8   | «Mercy Alone»                     | Kevin Phillips      | Samir Mehta                  | 29 de mayo de 2024            |

## Producción

### Desarrollo
En septiembre de 2022, Hulu ordenó la producción de una miniserie de 8 episodios, con Samir Mehta y Liz Tigelaar siendo productores ejecutivos, con Quinn Shephard adaptando el libro del mismo nombre de Rebecca Godfrey.

### Casting
En diciembre de 2022, Riley Keough, Izzy G, Chloe Guidry, Ezra Faroque Khan, Archie Panjabi, Vritika Gupta, Javon Walton, Aiyana Goodfellow y Lily Gladstone se unieron al elenco principal de la serie.

### Rodaje
La fotografía principal tuvo lugar en Vancouver, Columbia Británica de diciembre de 2022 a mayo de 2023.

## Recepción

### Audiencia
Según TV Time de Whip Media, Under the Bridge fue la novena serie de televisión original más vista en todas las plataformas en Estados Unidos durante la semana del 21 de abril, y la séptima durante la semana del 28 de abril de 2024. El agregador de streaming JustWatch informó de que el programa fue la cuarta serie de televisión más vista en streaming en todas las plataformas de Estados Unidos entre el 22 y el 28 de abril de 2024.

### Respuesta de la crítica
En el sitio web del agregador de reseñas Rotten Tomatoes tiene un índice de aprobación del 85%, basándose en 54 reseñas con una calificación media de 7.3/10. El consenso crítico dice: «Desentrañando un misterio brutal con un toque sensible, Under the Bridge a veces pasa por alto sus elementos más interesantes, pero sobresale como exploración de la crueldad». En Metacritic, tiene una puntuación media ponderada de 70 de 100, basada en 27 reseñas, indicando «reseñas generalmente favorables».